# Tether
Tether (символ ₮) — криптовалютный токен, выпущенный компанией Tether Limited, которая утверждает, что его стоимость на 80 процентов обеспечивается запасами долларов США на банковских счетах или их эквивалент. Основная идея разработчиков Tether состоит в предоставлении участникам криптовалютного рынка возможности пользоваться стабильным цифровым активом («стейблкойном»), курс которого привязан к курсу доллара США и не испытывает столь сильных колебаний, как курсы других криптовалют. Tether выпущен на платформе Omni Layer, являющейся надстройкой над блокчейном биткойна.
Tether длительное время уверенно занимает первое место по дневному и месячному объёму операций на сервисах обмена криптовалют. В октябре 2019 года Bloomberg анализировал причины такой популярности. В публикации приводятся мнения нескольких специалистов, из которых следует, что ряд обменных площадок вообще не имеет счетов в фиатных валютах и использует Tether как промежуточный инструмент для операций на базовом счёте клиента. Например, в Китае запрещено за деньги покупать биткойны, но можно купить Tether и уже его обменять на биткойн или другие криптовалюты. Клиент даже может не осознавать, что его счёт ведётся в Tether — в отчётах и в торговом терминале используется маркировка, которую клиенты считают обозначением обычных валют (например, USD₮, EUR₮, CNH₮, XAU₮).

## История
Токен был выпущен в 2015 году компанией Tether Limited. Вскоре в криптовалютном сообществе появились слухи о том, что эта компания связана с площадкой обмена Bitfinex, которая первой интегрировала данный токен в свой сервис. Благодаря расследованиям Paradise Papers эта связь подтвердилась.
В том же году Tether в свой сервис интегрировала американская площадка обмена Poloniex.
30 января 2018 года информационное агентство Bloomberg опубликовало информацию о том, что Комиссия по торговле товарными фьючерсами прислала повестки в суд компаниям Bitfinex и Tether Limited. Причиной этому стали сомнения регулятора касательно того, что 2,3 млрд токенов, выпущенных компанией Tether, действительно подкреплены таким же количеством долларов США.
14 марта 2019 года компания заявила, что под «обеспечением» токенов теперь понимается не только обеспечение их наличными долларами США, но и обеспечение их займами, выданными родственным компаниям Tether Limited.
30 апреля 2019 года компания заявила, что токены лишь на 74 % обеспечены реальными долларами США.
Итальянский участник аудиторской сети BDO опубликовал уровень и характер обеспечения Tether Holdings. По состоянию на 30 июня 2022 года все обязательства имеют обеспечение. Более 56 % обеспечения составляют ценные бумаги (43,5 % — казначейские векселя США, 12,8 % — прочие ценные бумаги), непосредственно денежное обеспечение составляет чуть более 8 %.

## Влияние на курс биткойна
За период с января 2017 года по август 2018 года общий объём эмиссии токенов Tether вырос примерно с 10 млн долларов до приблизительно 2,4 млрд долларов. В начале 2018 года на его долю приходилось около 10 % объёма сделок с биткойном, но к середине 2018 года данный показатель вырос до 80 %, но при этом волатильность курса биткойна не уменьшилась. В  связи с этим в августе 2018 года Wall Street Journal опубликовала статью, в которой указывалось на отсутствие убедительных доказательств относительно обеспеченности токенов Tether долларами США.